# Yvonne Lammerich
Yvonne Lammerich, née à Celle en 1946 est une artiste en arts visuels, commissaire d'exposition, professeure et écrivaine canadienne,.

## Biographie
Yvonne Lammerich est née en Allemagne en 1946. Fille de Frederic Lammerich et Barbara Dobzinski. Elle immigre au Canada en 1959 avec sa famille. Elle est diplômée de l'Ontario College of Art. Elle obtient une maîtrise en histoire de l'art de l'Université Concordia et un doctorat de l'Université du Québec à Montréal.  Lammerich réside actuellement à Rednersville, en Ontario.

## Carrière
De 1975 à 1976, alors qu'elle vit à Bristol, en Angleterre, Lammerich mène des recherches au Brain and Perception Laboratory avec Richard Gregory, de l'Université de Bristol. Elle vit et travaille à Montréal, de 1985 à 2002, avant de revenir à Toronto. En 1991, elle devient directrice artistique du Symposium international de peinture de Baie Saint Paul et membre du conseil d'administration de la Galerie Optica, de 1986 à 1993. En 1996, elle reçoit le prix de mi-carrière Maria Stafford du Conseil des Arts du Canada.  Elle  enseigne à l'Université York, à l'Université OCAD, à l'Université de Lethbridge  et à l'Université Zayed à Dubaï, de 2010 à 2011.

## Expositions
Lammerich expose à la University of Lethbridge Art Gallery (2008), au Museum of Contemporary Canadian Art, Toronto (2010), à la Barnicke Gallery, à l'Université de Toronto (2011) et à la Biennale Bonavista, Terre-Neuve (2019).

## Art public
L'œuvre Writing to You de Lamerich, une collaboration avec Ian Carr-Harris, fait partie de la collection d'art public de la ville de Vancouver,.

## Musées et collections publiques
- Musée d'art contemporain de Baie-Saint-Paul
- Musée d'art de Joliette
- Musée des beaux-arts de Sherbrooke
- Musée national des beaux-arts du Québec[12].